# Dogplay

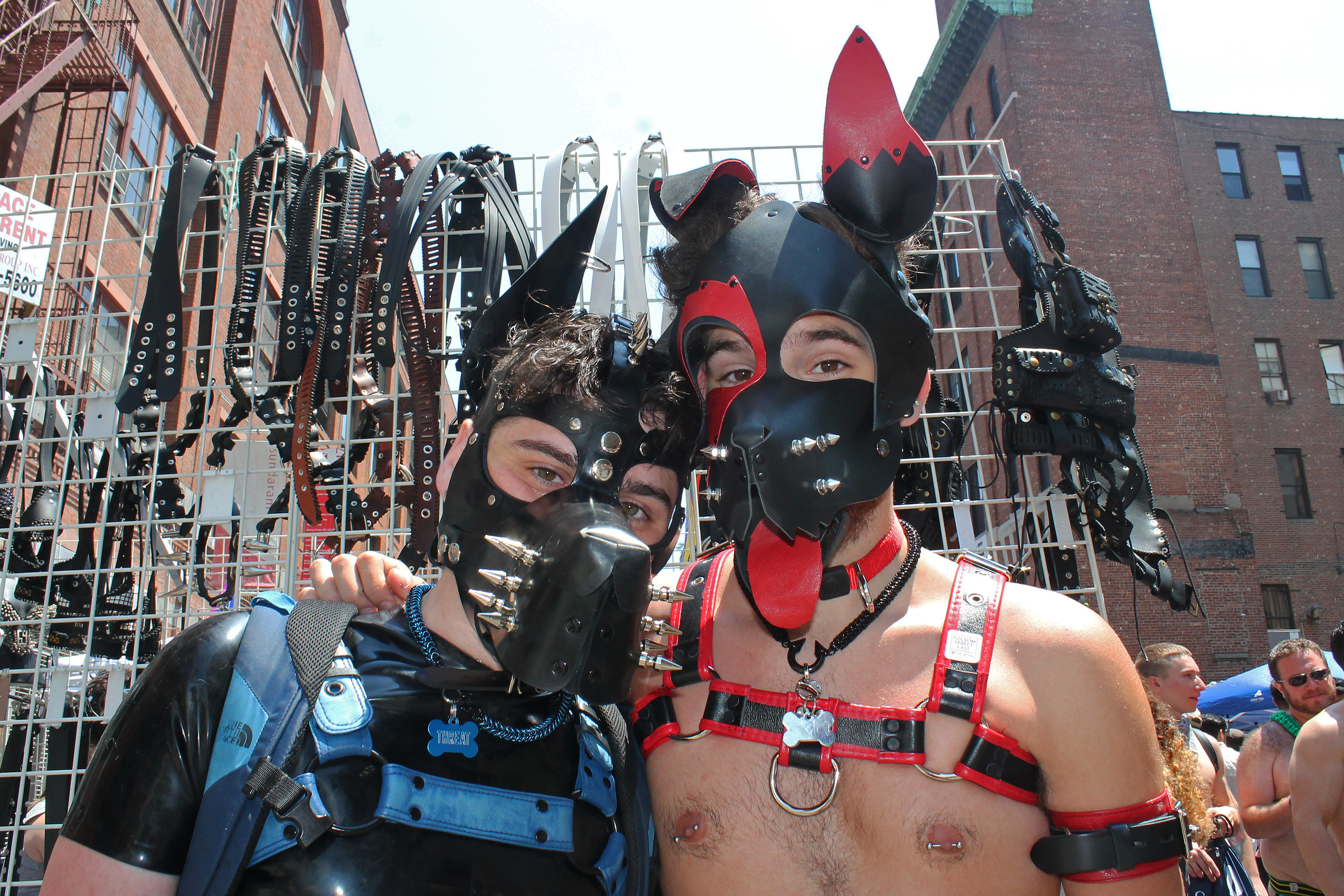
Dogplay na Folsom Street East Festival

Dogplay, někdy též pupplay, je varianta erotických her (sexuální roleplay), kde minimálně jeden z účastníků představuje roli psa a další z účastníků představuje jeho Pána, trenéra či dalšího psa. Hloubka hry může být různá dle dohody partnerů od lehkého naznačení, kdy jde spíše o zpestření sexuálních hrátek, přes věrné ztvárnění všech vlastností psa, kdy už se jedná o fetiš s danými pravidly spadající do kategorie BDSM, až v některých případech po životní styl, kdy člověk znázorňující psa svou roli téměř neopouští. Stejně tak samotné znázornění rolí se může lišit svým zaměřením na věrnost chování, roztomilost a hravost, ponižování či erotičnost.
V dogplay se nemusí jednat pouze o napodobování psů, ale obecně o napodobování psovitých šelem. Mimo různých ras psů jsou napodobovány především vlci a lišky. Účastník znázorňující psa si obvykle druh a rasu vybírá sám podle povahy, která je mu nejbližší.

## Používané pomůcky
Pro znázornění psa je používání mnoho různých pomůcek, např. hračky pro psa, oblečení, či sexuální či BDSM pomůcky.

### Obojek
Nejběžnější pomůckou je obojek spolu s vodítkem. Ve hře zaměřené více na kratší BDSM hry se upřednostňuje kožený nebo gumový široký obojek, často vybavený zámkem, aby mohl obojek sundat pouze pán. U roztomileji založených her se používá textilní obojek, často doplněný psí známkou se jménem. U trvalejších vztahů je používán kovový obojek, připomínající spíše šperk, aby nevzbuzoval na veřejnosti nežádoucí pozornost.
Většina komunity se shoduje, že výběr a kupování obojku má na starost Pán, tak jak je tomu v případě běžného psa.

### Oblečení
V soukromých hrách je obvykle pes nahý, případně pouze s obojkem a sexuálními a BDSM pomůckami. Při veřejných setkáních bývá nahota zakryta spodním prádlem nebo těsným sportovním trikotem. Oblíbené jsou i latexové kombinézy či plyšový kostým Fursuit. Vzhledem k míšení různých sexuálních fetišů jsou k vidění také psi v plenkách, koženém oblečení, vojenských maskáčových uniformách a podobně.

### Pomůcky
Další pomůcky mají obvykle za cíl co nejvíce přiblížit psa skutečnému zvířeti. Používají se tedy různé běžné pomůcky jako vodítko, umělé kosti, misky na vodu a na žrádlo, aportovací hračky, klece, dečky, náhubky a tak dále. Tyto pomůcky se obvykle kupují ve zverimexech.
Dále jsou používané BDSM pomůcky, které pomáhají zvířecímu chování či jej přímo vynucují:
- kožené "packy", tj. návleky na dlaně, aby pes nemohl používat ruce
- nákoleníky pro pohodlnější lezení po kolenou
- kožené či latexové kukly připomínající hlavu psa
- roubíky, aby pes nemohl mluvit
- návleky na penis, aby vzhledem připomínal psí
- pásy cudnosti, aby se pes nemohl sebeuspokojovat
- umělé ocasy, připevněné na oblečení nebo na análních pomůckách
- různé postroje a svázání, aby pes musel zůstat v pozici na čtyřech, například přivázání kotníků ke stehnům

## Trénink
Trénink lidských psů se navenek příliš neliší od trénování zvířecích psů. Pán učí svého psa obvyklé příkazy Sedni, Lehni, Dolů, K noze, Fuj, Čekej a Aport. Pro předvádění jiným příznivcům hry na psa se učí i další příkazy jako Pac, Žebrej, Štěkej, Zpívej a tak dále. Zvláštním příkazem je Ukaž, který na rozdíl od zvířecího psa neznamená postoj, kde vypadá pes nejlépe pro potřeby soutěží, ale v erotickém kontextu her označuje polohu, ve které jsou veškeré části těla, především pak genitálie, lehce dostupné.
Vzhledem k inteligenci lidí není trénink zaměřen na samotné naučení příkazů, ale na správnou pozici těla při plnění. Často je také snahou tréninku odnaučit psa přemýšlet nad obsahem vět, ale reagovat pouze na samotná naučená slova. Příkladem může být "Pojď si mi lehnout k noze", kde by člověk rozuměl Lehni, ale pes by měl reagovat pouze na naučený příkaz K noze.